# Václav Trojan
Václav Trojan (24. dubna 1907 Plzeň – 5. července 1983 Praha) byl český hudební skladatel a hudební pedagog.

## Životopis
Jako syn fotografa si v sobě vypěstoval cit pro vazbu hudby s konkrétním prostředím. V letech 1918 – 1919 byl vokalistou v Křižovnickém klášteře v Praze. Souběžným studiem varhanní hry u B. A. Wiedermanna, dirigování u Otakara Ostrčila a skladby u Jaroslava Křičky na konzervatoři a později u Vítězslava Nováka na mistrovské škole vyspěl v umělce všestranného uplatnění. Učil hudbě, instrumentoval skladby druhých, hrál k tanci i poslechu, komponoval jazzovou hudbu a získával zkušenosti praktického hudebníka.
Práce s dětmi v Pražském dětském divadle Míly Mellanové ho inspirovala ke vzniku dětské opery Kolotoč. Jejím dějem prostupuje touha dětí po prožitku jímavých příhod v různých světadílech. V opeře plné nefalšovaného humoru osvědčil skladatel bohatý umělecký fond i smysl pro modernost hudby při zachovávání její srozumitelnosti. V roce 1937 přijal místo hudebního režiséra v Československém rozhlasu a pro potřeby vysílání komponoval kantáty a pásma lidových písní, které za okupace posilovaly národní vědomí.
Tíhl k dramatickým žánrům hudby. Pro Národní divadlo zkomponoval hudbu k Tylově Strakonickému dudákovi a Klicperově Zlému jelenu a pro Lidové divadlo Uranie hudbu k Shakespearově hře Sen noci svatojánské. Velké obliby dosáhla jeho hra se zpěvy Paní Marjánka, matka pluku. Zkušeností se scénickou hudbou využil při tvorbě baletní pantomimy Sen noci svatojánské. Hudební báseň na lidové motivy Zlatá brána byla podkladem pro jevištní zpracovávání folklórních scén. Podle libretisty Karla Plicky touto branou „vstupujeme v bájný svět, v němž příroda ještě žila v lidech, kteří měli básnivou duši a čisté, okouzlené srdce“.
V animovaném filmu úzce spolupracoval s režisérem Jiřím Trnkou. Byl umělecky aktivní až do své smrti v roce 1983, kdy zemřel na náhlou zástavu srdce.
Je podle něj pojmenována ulice v pražské části Uhříněves.

## Nejznámější díla
- Zlý jelen
- Strakonický dudák
- Sinfonietta armoniosa
- Rozmarné variace
- Concertino pro sólovou trubku
- Paní Marjánka
- Divertimento pro dechový kvintet
- Noneto favoloso
- Pozdrav Boženě Němcové
- Klavírní trio
- Broučci – hudba k divadelní hře[zdroj?] na motivy stejnojmenné knihy Jana Karafiáta

### Filmová hudba
- Sen noci... (1985)
- Zlatá brána (TV film, 1978)
- Slavík (TV film, 1970)
- Záhořanský hon (TV film, 1968)
- Kolotoč (TV film, 1967)
- Poslední růže od Casanovy (1966)
- Ruka (1965)
- Neposlušná písmenka (1964)
- Srpnová neděle (1960)
- Skutečnost noci svatojánské (1959)
- Sen noci svatojánské (1958)
- Byl jednou jeden král... (1954)
- Dobrý voják Švejk (1954)
- Kuťásek a Kutilka, jak ráno vstávali (1954)
- Jak stařeček měnil, až vyměnil (1953)
- Staré pověsti české (1952)
- Paní Marjánka, matka pluku (1951)
- Veselý cirkus (1951)
- Bajaja (1950)
- Čertův mlýn (1949)
- Román s basou (1949)
- Císařův slavík (1948)
- Betlém (1947)
- Legenda o sv. Prokopu (1947)
- Špalíček (1947)
- Zasadil dědek řepu (1945)
- Vodník ve mlýně (1947)
- Žabák

## Hudba pro rozhlas
- 1950 William Shakespeare: Sen noci svatojánské, režie: Josef Bezdíček. Hráli: Václav Voska (Lysandr), Vladimír Ráž (Demeteus), František Filipovský (Klubko), Antonín Jedlička (Pískálek), Josef Hlinomaz (Tlamička), Saša Myšková (Hermie), Drahomíra Hůrková (Helena), Vítězslav Vejražka (Oberon), Jaroslava Adamová (Puk). Hudba: Václav Trojan.[2]

## Ocenění
- Mercurio d’Oro
- CIDALC

## Písně
seznam není úplný
- Bílý měsíc – text písně: František Hrubín
- Láska a sen – text písně: František Hrubín
- Měsíčku, hlídej – text písně: František Hrubín[3]
- 1950 al 1951 Kdybych já uměl psát básně – text písně: Jan Werich[4][5]